# Becquerel
För andra betydelser, se Becquerel (olika betydelser).
Becquerel, Bq, är den härledda SI-enheten för radioaktivt sönderfall som infördes 1975. 1 Bq är ett sönderfall per sekund. Enheten infördes som ett komplement till enheten för frekvens hertz för att minska risken för farliga förväxlingar.
En normal vuxen människa har i sin kropp en sådan mängd naturligt kalium-40 att den ger upphov till omkring 5 000 sönderfall per sekund, eller 5 000 Bq. Skulle t.ex. denna person äta 2 hektogram renkött med maximalt tillåtna 1500 Bq/kg från Cs-137 ökar kroppens aktivitet med 300 Bq. Hälsorisken från ett intag av en viss aktivitetsmängd beror dock av många olika faktorer såsom typ av sönderfall samt halveringstid hos nukliden, utsöndringshastighet från kroppen m.m.
Enheten har fått sitt namn efter den franske fysikern Henri Becquerel, som tillsammans med makarna Marie Curie och Pierre Curie fick nobelpriset i fysik för undersökningarna av uransalternas strålning. 
I och med att Bq är en enhet för antalet sönderfall per sekund för en avgränsad mängd radioaktivt ämne så beror aktiviteten både av hur intensivt ämnet sönderfaller samt storleken på den avgränsade mängden.
Två äldre enheter för radioaktivt sönderfall är Curie och Rutherford.

1 Ci = 1 Curie = 3,7*1010 Bq = 37 miljarder Becquerel

1 Rd = 1 Rutherford = 106 Bq = 1 miljon Becquerel